# Bus à haut niveau de service de Douai
Le BHNS de Douai localement appelé Évéa, est un réseau de bus à haut niveau de service en service à Douai depuis 8 février 2010. Il est exploité par une Société publique locale, la Société de transports de l'arrondissement de Douai (STAD) placée sous l'égide du Syndicat mixte des transports du douaisis (SMTD).
Après un tramway sur rail au début du XXe siècle, démantelé en 1950, elle posséda à la fin des années 2000 un bus à guidage magnétique, circulant sur site propre, remplacé en 2014 par une ligne de bus à haut niveau de service en site propre. Évéole est aussi le nom du réseau de bus de l'agglomération douaisienne. De nombreux problèmes firent que ce véhicule à guidage magnétique en site propre fonctionna comme un bus avec un conducteur, le guidage automatique n'ayant jamais fonctionné.

## Histoire

### L'ancien réseau (1898-1950)

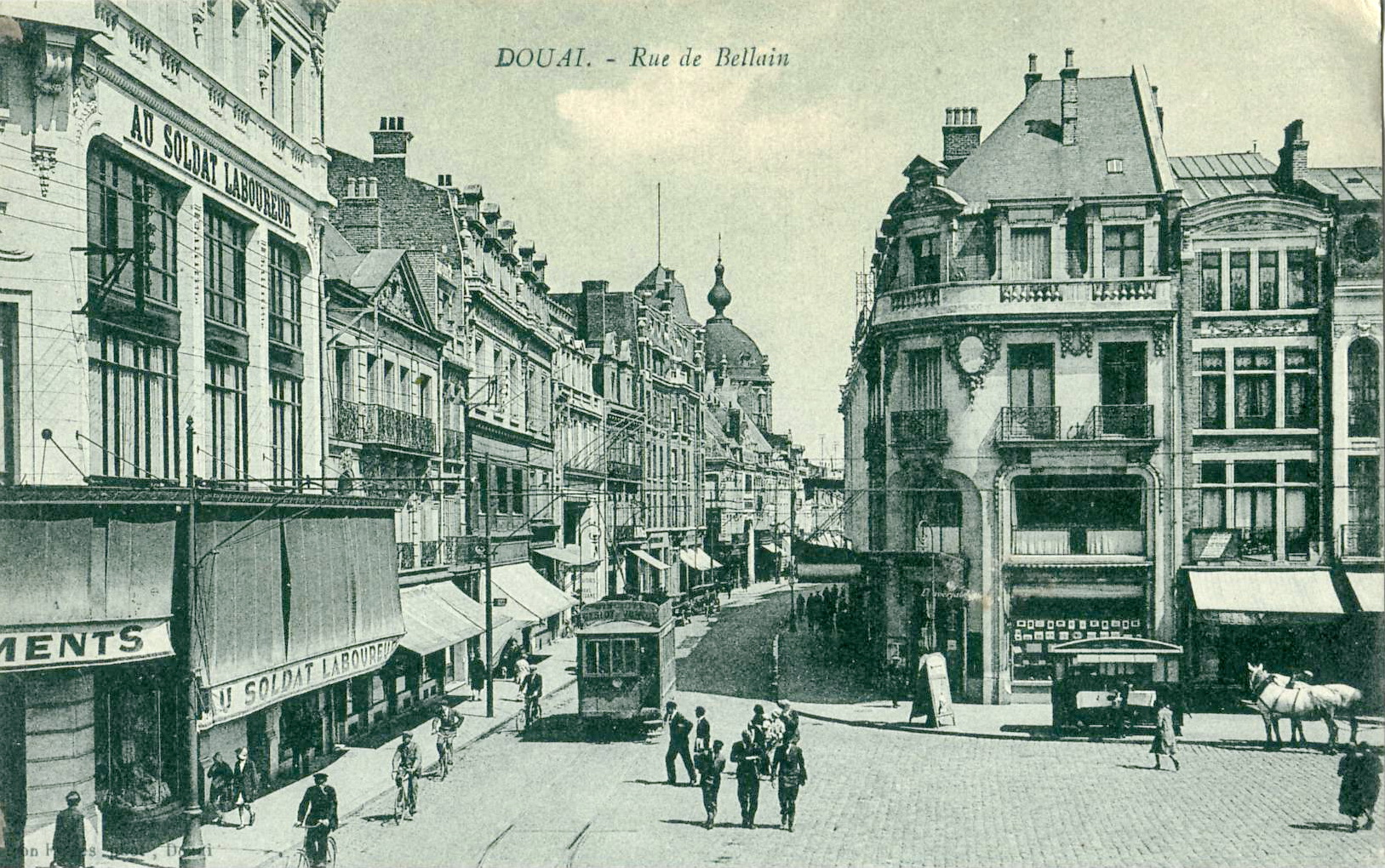
L'ancien tramway, avant la Première Guerre mondiale.

En 1898, la Compagnie des tramways électriques de Douai ouvre la ligne de tramway à voie normale électrifiée de Douai (quartier Dorignies) à Aniche par Sin-le-Noble. Quelques embranchements urbains se greffaient sur cette ligne dans Douai. Dans son développement maximal, le réseau atteignait 20 km.
L'énergie électrique était fournie par une usine électrique construite en 1900 à Guesnain, le long de la route nationale
Ce réseau a été démantelé en 1950, faute d’une fréquentation suffisante. Il était alors appelé « le solitaire ».

### Le projet initial

#### Le "Tramway de Douai"
Le « tram de Douai » est un ancien projet de 4 lignes de transport en commun en site propre (TCSP) qui était destiné à desservir l'agglomération de Douai. Dépourvu de rails, ce n'était pas proprement un tramway, mais un autobus guidé à guidage immatériel magnétique roulant en site propre. Cependant, à l'instar d'autres agglomérations, le choix a été fait de présenter la ligne comme un "tram".

#### Une mise en œuvre difficile
Phileas possède une technologie particulière. À la fois guidé (plots magnétiques dans le sol) et non guidé (présence d'un volant), il nécessite une double homologation, routière et ferroviaire, ce qui prend du temps. Des retards dans l'homologation, ajoutés à de lourds investissements et à une situation déjà délicate ont conduit le SMTD à un budget déficitaire de plus de quatre millions d'euros en 2010. Après avoir enfin obtenu l'homologation routière, Évéole a pu commencer à circuler, en mode routier, sur sa voie bétonnée. Ce sont d'ailleurs les bus qui l'ont inaugurée les premiers dès janvier 2010, de manière temporaire.
Le Phileas a été mis en service le lundi 8 février 2010, mais uniquement en mode manuel (non guidé). La mise en service en mode automatique fut soumise à débat, le constructeur APTS réclamant 8 millions d'euros pour concevoir le système de guidage automatique.
En juin 2010, les élus du SMTD votent finalement une rallonge de 9 millions d'euros afin de cofinancer la mise au point du logiciel de guidage magnétique du tramway, considérée comme le prix à payer pour éviter des problèmes juridiques avec APTS et bénéficier enfin de la vraie valeur ajoutée du tramway. Le 27 septembre 2010, après un an de négociations, un accord comportant des garanties de livraison est signé. La mise en service du transport guidé est prévue pour 2014.
Initialement prévue pour la fin 2007, puis repoussée à de nombreuses reprises pour des problèmes d'homologation du matériel roulant, elle a finalement été mise en service le 8 février 2010 en mode manuel (non guidé). Avec une fréquence de dix minutes en heure de pointe, elle peut transporter 900 voyageurs par heure.
Le montant de l'investissement s'élève à 134 millions d'euros hors taxes.
Cependant, à la suite de cela, le constructeur APTS est déclaré en faillite et le développement du guidage magnétique est définitivement interrompu.

#### Ligne A - évéole (2010 - 2014)

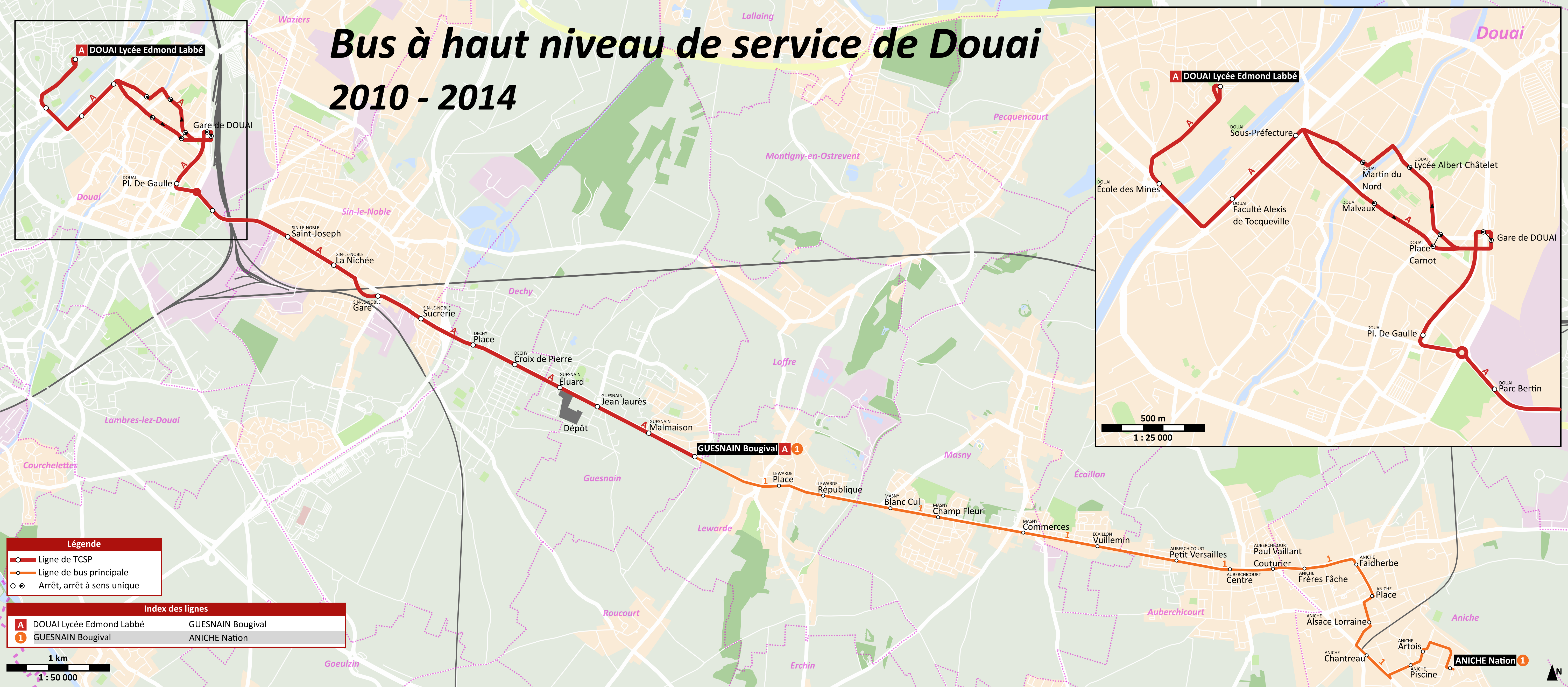
Plan du bus à haut niveau de service de Douai sur la période 2010 - 2014.

La ligne A, longue de 11,9 kilomètres entre Douai Lycée Edmond Labbé et Guesnain Bougival, desservait 20 arrêts distants d'environ 400 mètres les uns des autres, 10 stations à Douai, 4 à Sin-le-Noble, 2 à Dechy et 4 à Guesnain.
La ligne a été remplacée le 13 décembre 2014 par la ligne A du bus à haut niveau de service de Douai entraînant par l'occasion la fin de l'appellation "tramway" et le retrait du service du matériel Phileas. Il était prévu la construction de la ligne B pour 2011 (les lignes C et D devaient venir par la suite). À terme et dans sa totalité, le futur réseau Évéole devait représenter environ 34 kilomètres répartis sur quatre lignes.
| Ligne | Caractéristiques | Caractéristiques                                 | Caractéristiques                                 | Caractéristiques                                 | Caractéristiques                                 | Caractéristiques                                 | Caractéristiques                                 | Caractéristiques                                 | Caractéristiques                                 |
| A     | Ligne A du bus guidé de Douai - Évéole | Ligne A du bus guidé de Douai - Évéole           | Ligne A du bus guidé de Douai - Évéole           | Ligne A du bus guidé de Douai - Évéole           | Ligne A du bus guidé de Douai - Évéole           | Ligne A du bus guidé de Douai - Évéole           | Ligne A du bus guidé de Douai - Évéole           | Ligne A du bus guidé de Douai - Évéole           | Ligne A du bus guidé de Douai - Évéole           |
| A     | Douai – Lycée Edmond Labbé ⥋ Guesnain – Bougival | Douai – Lycée Edmond Labbé ⥋ Guesnain – Bougival | Douai – Lycée Edmond Labbé ⥋ Guesnain – Bougival | Douai – Lycée Edmond Labbé ⥋ Guesnain – Bougival | Douai – Lycée Edmond Labbé ⥋ Guesnain – Bougival | Douai – Lycée Edmond Labbé ⥋ Guesnain – Bougival | Douai – Lycée Edmond Labbé ⥋ Guesnain – Bougival | Douai – Lycée Edmond Labbé ⥋ Guesnain – Bougival | Douai – Lycée Edmond Labbé ⥋ Guesnain – Bougival |
| ----- | --- | ------------------------------------------------ | ------------------------------------------------ | ------------------------------------------------ | ------------------------------------------------ | ------------------------------------------------ | ------------------------------------------------ | ------------------------------------------------ | ------------------------------------------------ |
| A     | Ouverture / Fermeture 8 février 2010 / 12 décembre 2014 | Longueur 11,9 km                                 | Durée 55-60 min                                  | Nb. d’arrêts 20                                  | Matériel 9 Phileas 18 1 Phileas 24,5             | Jours de fonctionnement L, Ma, Me, J, V, S, D    | Jour / Soir / Nuit / Fêtes O / N / N / O         | Voy. / an —                                      | Exploitant STAD - Évéole                         |
| A     | Desserte : - Communes : Douai, Sin-le-Noble, Dechy, Guesnain - Principales stations : Lycée Edmond Labbé • École des Mines • Sous-préfecture • Gare • Place De Gaulle • Bougival |                                                  |                                                  |                                                  |                                                  |                                                  |                                                  |                                                  |                                                  |
| A     | Autre : |                                                  |                                                  |                                                  |                                                  |                                                  |                                                  |                                                  |                                                  |
| A     | Dernière actualisation : — |                                                  |                                                  |                                                  |                                                  |                                                  |                                                  |                                                  |                                                  |

### Le réseau actuel
- La ligne A dans le sens ANICHE Azincourt - DOUAI De Lattre de Tassigny sur OpenStreetMap.
- La ligne A dans le sens DOUAI De Lattre de Tassigny - ANICHE Azincourt sur OpenStreetMap.

#### D'Évéole à Évéa
Malgré la mise en demeure du constructeur au mois de février, la situation ne s'améliore pas et le SMTD annonce en décembre qu'il va lancer un appel d'offres destiné à acheter 16 autobus pour remplacer définitivement le "tram" par un Bus à Haut Niveau de Service et ramener le cadencement du service de 20 à 10 minutes.

#### Les extensions
Annoncé en juillet, les travaux d'extension de la ligne A sont entrepris totalisant 9,5 kilomètres de voies nouvelles.

##### L'extension vers De Lattre de Tassigny (phase 1)

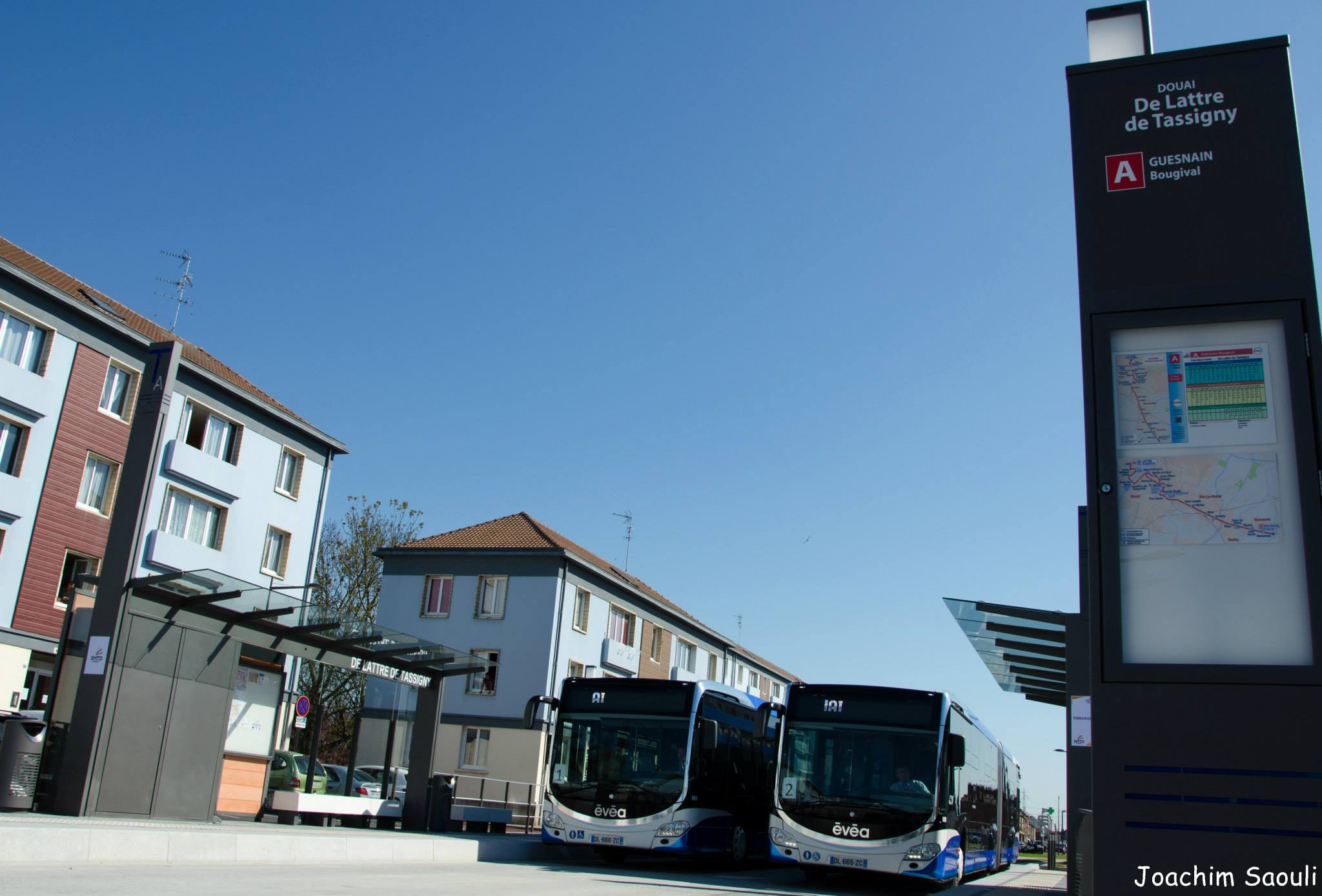
Inauguration de l'extension de la ligne vers De Lattre de Tassigny.

La première phase consiste en un prolongement d'1 station et 850 mètres entre le terminus du Lycée Edmond Labbé et le nouveau terminus de De Lattre de Tassigny situé dans le quartier du faubourg de Béthune à Douai en passant par l'allée Albert Camus, l'allée de Harrow, l'avenue Denis Cordonnier et l'avenue du Maréchal De Lattre de Tassigny.
Le projet comprend une rénovation de façade à façade, un nouveau mobilier urbain, la création de nouveaux parkings autour de l'avenue du Maréchal De Lattre de Tassigny pour compenser les places perdues sur cette dernière et la création d'une boucle de retournement pour les autobus au coin avec l'avenue des Érables.
Le prolongement de la ligne est inauguré le 18 avril 2015.

##### L'extension vers Aniche (phase 2)
Déjà prévue dans le projet initial en 2008, l'extension de la ligne A (phase 2) vers Aniche est également entreprise.
Cette extension de 8,7 kilomètres à partir de Guesnain Bougival traverse les communes de Masny, Lewarde, Écaillon, Auberchicourt, et Aniche et induit la création de 15 nouvelles stations.
Le projet d'extension rencontre plusieurs problèmes, le maire de Lewarde montre son opposition face au projet, cependant le SMTD va parvenir à un accord en réalisant la plateforme du BHNS en site banalisé sur Lewarde. Le projet va également rencontrer des problèmes à Aniche en induisant un supplément de 500 000 € lié à la déviation inattendue de réseaux souterrains.
La Région a décidé en 2011 d'accompagner le financement de la ligne, dont le total serait de l'ordre de 85 millions d'euros.
L'extension de la ligne vers Aniche est mise en service le 3 juillet 2016,, cependant elle est limitée à l'arrêt Aniche Delforge et ne va pas jusqu'à son nouveau terminus d'Azincourt à la suite d'un désaccord entre le SMTD et Réseau Ferré de France concernant la rénovation et sécurisation du passage à niveau de l'embranchement de l'usine Saint-Gobain que l'extension de la ligne traverse à Aniche entre les arrêts Norbert Ségard et Église.
Un accord va cependant être trouvé avec le SMTD le 30 août et la ligne est finalement mise en service dans sa totalité le 31 août 2016.
Totalisant 21,4 kilomètres à sa mise en service définitive, la ligne A devient la plus longue ligne de transports en commun du Douaisis.

#### Ligne A - Évéa (2014)

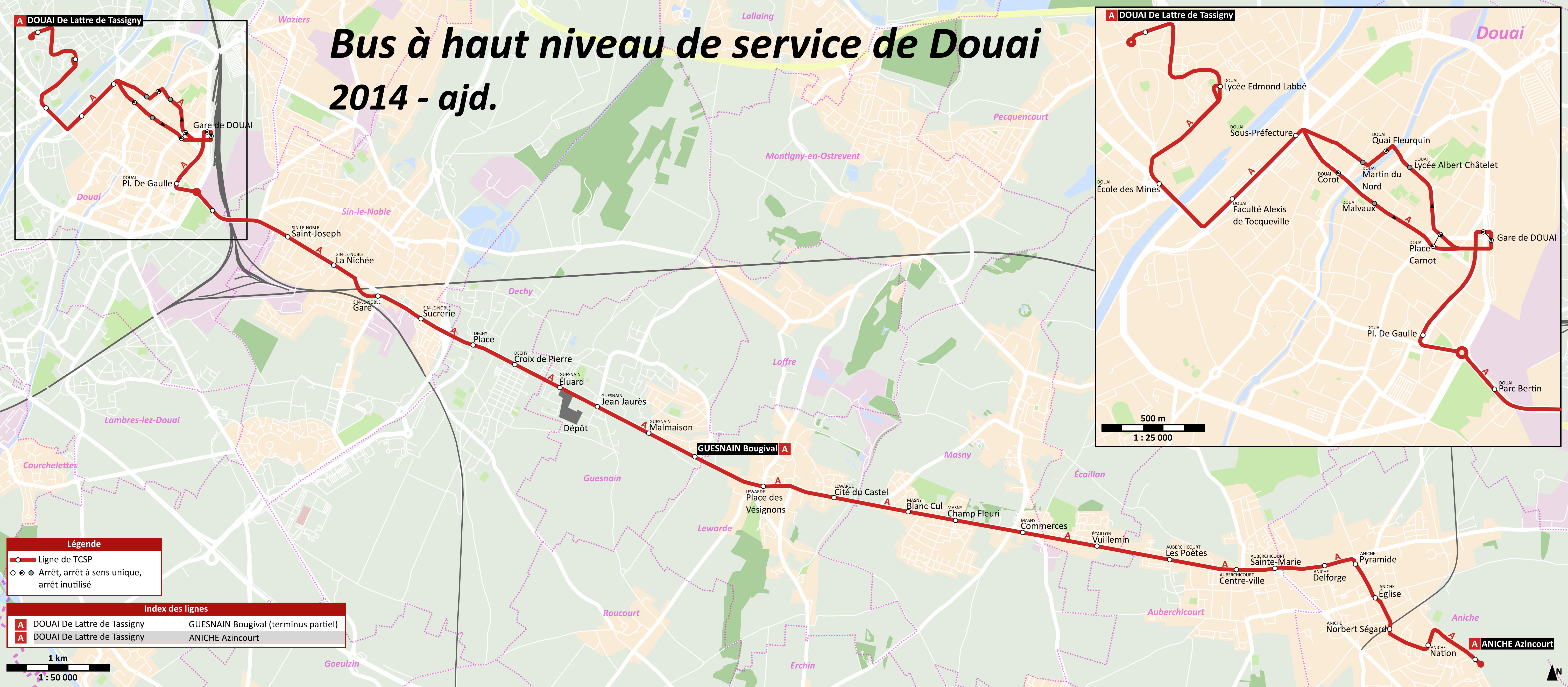
Plan du bus à haut niveau de service de Douai depuis le 13 décembre 2014.

La ligne A longue de 21,4 kilomètres comportant 36 arrêts est mise en service le 13 décembre 2014 en remplacement de la ligne A du bus guidé de Douai.
Elle est exploitée avec une fréquence de 10 minutes en heures de pointe et de 12 minutes en heures creuses. La ligne est cependant exploitée avec des services partiels à Guesnain – Bougival, la moitié des bus y faisant leur terminus et l'autre moitié continuant jusqu’à Aniche.
| Ligne | Caractéristiques | Caractéristiques                                        | Caractéristiques                                        | Caractéristiques                                        | Caractéristiques                                        | Caractéristiques                                        | Caractéristiques                                        | Caractéristiques                                        | Caractéristiques                                        |
| A     | Ligne A du bus à haut niveau de service de Douai – Évéa | Ligne A du bus à haut niveau de service de Douai – Évéa | Ligne A du bus à haut niveau de service de Douai – Évéa | Ligne A du bus à haut niveau de service de Douai – Évéa | Ligne A du bus à haut niveau de service de Douai – Évéa | Ligne A du bus à haut niveau de service de Douai – Évéa | Ligne A du bus à haut niveau de service de Douai – Évéa | Ligne A du bus à haut niveau de service de Douai – Évéa | Ligne A du bus à haut niveau de service de Douai – Évéa |
| A     | Douai – De Lattre De Tassigny ⥋ Aniche – Azincourt | Douai – De Lattre De Tassigny ⥋ Aniche – Azincourt      | Douai – De Lattre De Tassigny ⥋ Aniche – Azincourt      | Douai – De Lattre De Tassigny ⥋ Aniche – Azincourt      | Douai – De Lattre De Tassigny ⥋ Aniche – Azincourt      | Douai – De Lattre De Tassigny ⥋ Aniche – Azincourt      | Douai – De Lattre De Tassigny ⥋ Aniche – Azincourt      | Douai – De Lattre De Tassigny ⥋ Aniche – Azincourt      | Douai – De Lattre De Tassigny ⥋ Aniche – Azincourt      |
| ----- | --- | ------------------------------------------------------- | ------------------------------------------------------- | ------------------------------------------------------- | ------------------------------------------------------- | ------------------------------------------------------- | ------------------------------------------------------- | ------------------------------------------------------- | ------------------------------------------------------- |
| A     | Ouverture / Fermeture 13 décembre 2014 / — | Longueur 21,4 km                                        | Durée —                                                 | Nb. d’arrêts 36                                         | Matériel 16 Citaro G C2 BHNS                            | Jours de fonctionnement L, Ma, Me, J, V, S, D           | Jour / Soir / Nuit / Fêtes O / N / N / O                | Voy. / an —                                             | Exploitant STAD                                         |
| A     | Desserte : - Communes : Douai, Sin-le-Noble, Dechy, Guesnain, Lewarde, Masny, Écaillon, Auberchicourt, Aniche - Principales stations : De Lattre De Tassigny • Lycée Élisa Lemonnier • École des Mines • Sous-préfecture • Gare • Place De Gaulle • Bougival • Delforge • Aniche – Église • Azincourt |                                                         |                                                         |                                                         |                                                         |                                                         |                                                         |                                                         |                                                         |
| A     | Autre : |                                                         |                                                         |                                                         |                                                         |                                                         |                                                         |                                                         |                                                         |
| A     | Dernière actualisation : — |                                                         |                                                         |                                                         |                                                         |                                                         |                                                         |                                                         |                                                         |

## Infrastructure

### Voie

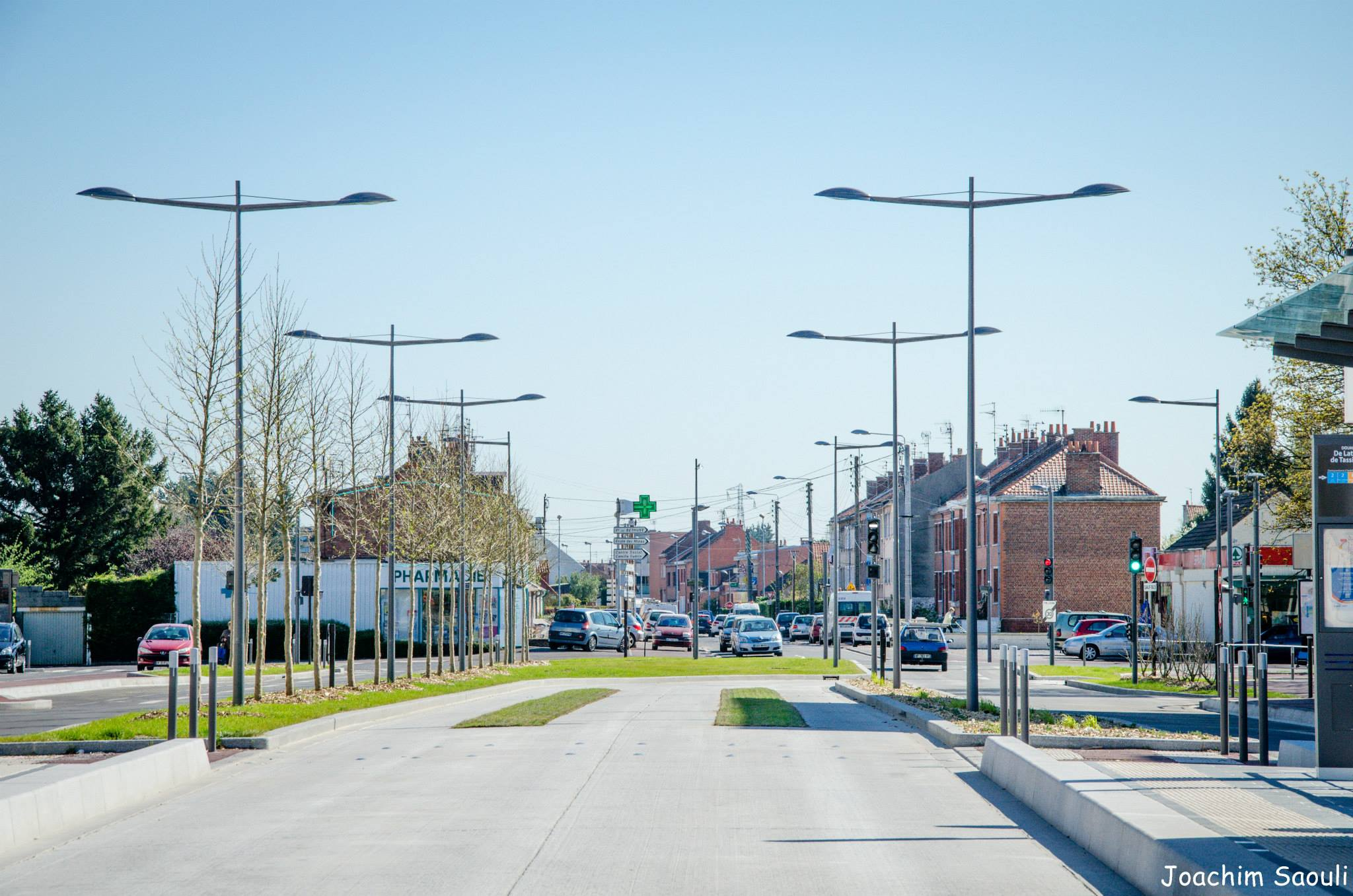
Détail de la plateforme.

Le site propre est composé d'une piste de roulement en béton pour le BHNS. Le sol est au préalable décaissé sur 20 cm de profondeur damé et tassé, puis sont posées des bordures de séparation préfabriquées en béton qui servent à délimiter l'emprise du site propre. Sur le sol damé et tassé est ensuite coulée jusqu'à hauteur des bordures de séparation la couche de roulement en béton. La plateforme inclut également quelques sections avec deux pistes de roulement en béton et du gazon au centre (cas du boulevard de la République).
À l'origine, des plots pour le guidage magnétique étaient disposés tous les 4 mètres dans la plateforme.
La majorité des voies sont établies en voie double sur une largeur allant de 6 à 6,5 mètres. Sur les sites en voie unique, la largeur du site propre varie entre 2,7 et 3,5 mètres.
Sur la Grand Rue de Lewarde et sur les rues Barbusse, Gambetta et la Grand Place d'Aniche, la plateforme du bus est en site banalisé, la largeur des rues ne permettant pas d'établir un site propre séparé de la circulation.
Sur Douai entre la station Place Carnot et Sous-Préfecture (exclue), la ligne décrit une boucle par les rues d'Ocre, Saint-Vaast, des Malvaux, Fortier vers la Place Carnot et par les rues Marceline, Pierre Dubois, Place de l'Esplanade, Quai Fleurquin et rue Martin du N vers l'arrêt Sous-Préfecture.

### Signalisation
La ligne dispose d'une priorité totale aux feux et utilise une signalisation tramway et système d'aide à la conduite (SAC).

Horizontal avec SAC éteint
Horizontal et SAC à la prise en charge
Horizontal et SAC à l'annonce de Vertical
Vertical
Disque
Disque clignotant
Signal éteint

Sur les sections en site banalisé, la priorité aux croisements est assurée par l'emploi de panneaux stops pour les voies venant de droite ainsi que de feux qui empêchent le passage à la détection de l'approche d'un bus.
Sur les sections en voie unique, la signalisation tramway est renforcée par une signalisation lumineuse sous la forme d'un T vert ou rouge.

### Stations

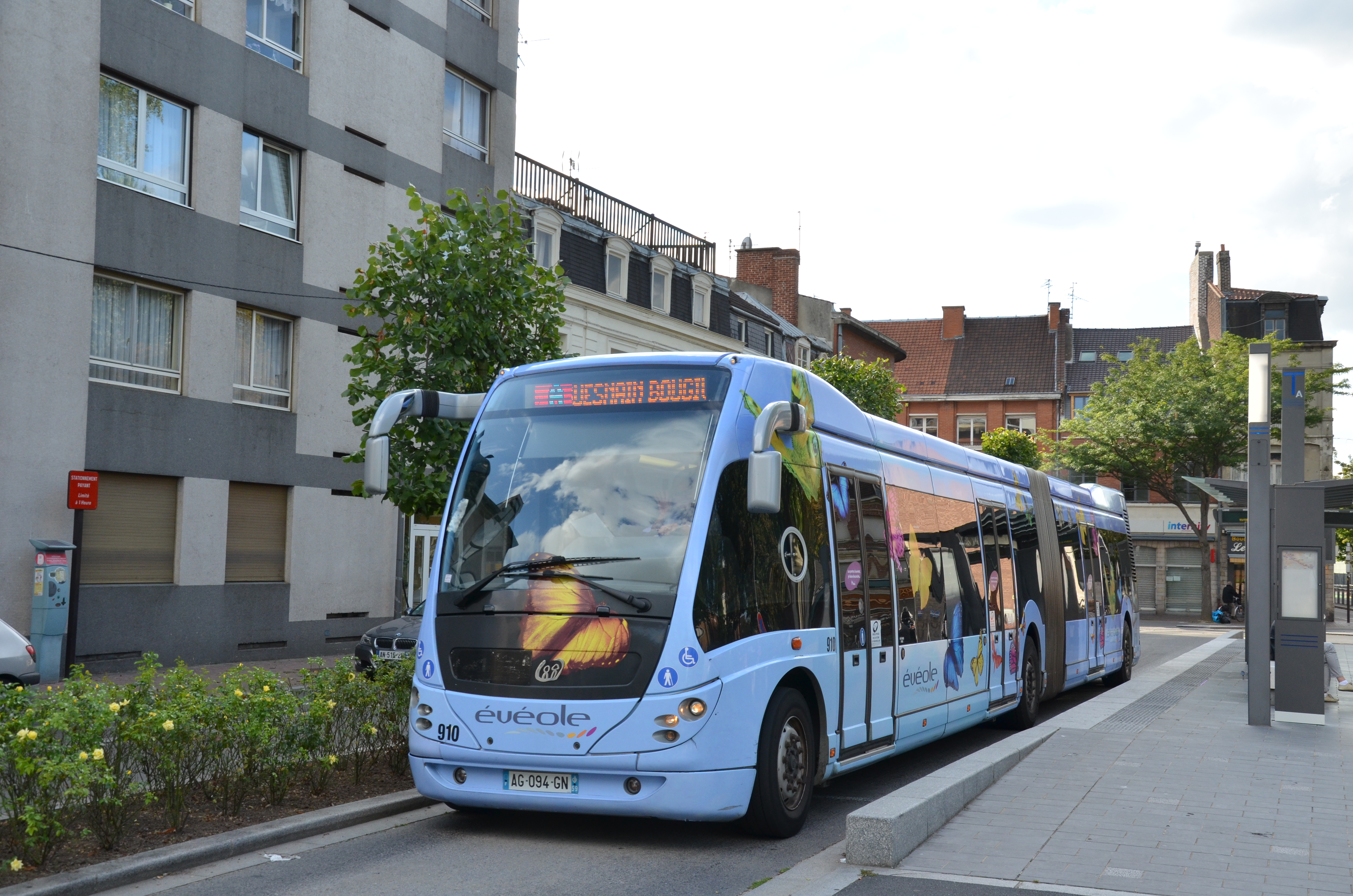
L'arrêt Place Carnot à Douai dont le quai est situé à gauche du sens de circulation.

La plupart des arrêts sont établis de manière latérale, bien que certains soient décalés l'un par rapport à l'autre[pertinence contestée] (le plus souvent de part et d'autre d'un carrefour) pour permettre de limiter l'emprise latérale du site propre. Sur Douai, 4 arrêts, Place Carnot, les deux arrêts sur la boucle (Malvaux et Lycée Albert Châtelet) ainsi que la boucle de la gare sont situés du côté gauche. De même 4 arrêts sont aménagés à quai central, il s'agit des arrêts Douai Parc Bertin, Sin Le Noble Saint-Joseph et La Nichée et Guesnain Malmaison nécessitant l'utilisation d'un matériel équipé de portes des 2 côtés[pertinence contestée].
Cependant, à la suite du retrait du Phileas et de son remplacement par un matériel classique ne disposant de portes que du côté droit du véhicule, les arrêts à quai central et ceux sur Douai situés à gauche du sens de circulation sont devenus inutilisables. De ce fait, des quais temporaires ont dû être installés et les deux arrêts de la boucle à Douai ont quant-à eux été reportés sur 2 arrêts provisoires Corot (vers la Gare) et Quai Fleurquin (vers Sous-Préfecture)[pertinence contestée].
Dans le même temps, Bernard Burbau président du STAD a proposé 2 alternatives aux élus :
- La première consisterait à inverser le sens de la boucle dans Douai et inverser la circulation des bus au niveau des arrêts à quai central de manière à réutiliser les arrêts.
- La deuxième alternative consisterait détruire les arrêts à quai central et à les reconstruire latéralement.

La première option a finalement été choisie. L'inversement de la boucle dans le centre de Douai a été mis en service le 4 novembre 2019.

### Liste des stations
Le tableau ci-dessous présente la liste des stations de la ligne. Les arrêts en gras servent de départ ou de terminus à certaines courses.
|  |   |   |   |  | Arrêts                        | Lat/Long                    | Communes            | Correspondances Évéole           | Correspondances Arc-en-Ciel et Oscar |
|  | - | - | - |  | ----------------------------- | --------------------------- | ------------------- | -------------------------------- | ------------------------------------ |
|  |   | ■ |   |  | De Lattre de Tassigny         | 50° 22′ 52″ N, 3° 03′ 58″ E | Douai               | 2 15                             |                                      |
|  |   | o |   |  | Lycée Edmond Labbé            | 50° 22′ 42″ N, 3° 04′ 15″ E | Douai               | 2 14 20 21                       | 853 856 857                          |
|  |   | o |   |  | École des Mines               | 50° 22′ 28″ N, 3° 04′ 00″ E | Douai               | 2 6 15 17                        | 413                                  |
|  |   | o |   |  | Faculté Alexis de Tocqueville | 50° 22′ 25″ N, 3° 04′ 19″ E | Douai               | 2                                |                                      |
|  |   | o |   |  | Sous-Préfecture               | 50° 22′ 35″ N, 3° 04′ 34″ E | Douai               | 2 5 6 14 20 21                   | 853                                  |
|  | ↓ |   |   |  | Martin du Nord                | 50° 22′ 31″ N, 3° 04′ 51″ E | Douai               | 2 5 6 14 20 21                   |                                      |
|  |   |   | ↑ |  | Malvaux                       | 50° 22′ 24″ N, 3° 04′ 54″ E | Douai               | 2 5 6 14 20 21                   |                                      |
|  | ↓ |   |   |  | Lycée Albert Châtelet         | 50° 22′ 30″ N, 3° 05′ 02″ E | Douai               | 2 5 6 14 20 21                   |                                      |
|  |   | o |   |  | Place Carnot                  | 50° 22′ 18″ N, 3° 05′ 11″ E | Douai               | 2 3 5 6 7 13 14 15 16 20 21      | 411 412 821 856 857                  |
|  |   | o |   |  | Douai – Gare                  | 50° 22′ 18″ N, 3° 05′ 23″ E | Douai               | 2 4 Binbin                       |                                      |
|  |   | o |   |  | Place De Gaulle               | 50° 22′ 04″ N, 3° 05′ 06″ E | Douai               | 2 3 4 5 6 7 13 14 15 16 17 20 21 | 411 412 821 856 857                  |
|  |   | o |   |  | Parc Bertin                   | 50° 21′ 54″ N, 3° 05′ 25″ E | Douai               |                                  |                                      |
|  |   | o |   |  | Saint-Joseph                  | 50° 21′ 48″ N, 3° 05′ 57″ E | Sin-le-Noble        |                                  |                                      |
|  |   | o |   |  | La Nichée                     | 50° 21′ 37″ N, 3° 06′ 26″ E | Sin-le-Noble        |                                  |                                      |
|  |   | o |   |  | Sin-le-Noble – Gare           | 50° 21′ 28″ N, 3° 06′ 47″ E | Sin-le-Noble        | 13                               |                                      |
|  |   | o |   |  | Sucrerie                      | 50° 21′ 21″ N, 3° 07′ 08″ E | Sin-le-Noble        | 13                               |                                      |
|  |   | o |   |  | Dechy – Place                 | 50° 21′ 12″ N, 3° 07′ 33″ E | Dechy               |                                  |                                      |
|  |   | o |   |  | Croix de Pierre               | 50° 21′ 06″ N, 3° 07′ 54″ E | Dechy               | 5 12                             |                                      |
|  |   | ■ |   |  | Éluard                        | 50° 20′ 59″ N, 3° 08′ 16″ E | Guesnain            |                                  |                                      |
|  |   | o |   |  | Jean Jaurès                   | 50° 20′ 53″ N, 3° 08′ 35″ E | Guesnain            | 12                               |                                      |
|  |   | o |   |  | Malmaison                     | 50° 20′ 44″ N, 3° 09′ 02″ E | Guesnain            |                                  |                                      |
|  |   | ■ |   |  | Bougival                      | 50° 20′ 37″ N, 3° 09′ 24″ E | Guesnain            |                                  |                                      |
|  |   | o |   |  | Place des Vésignons           | 50° 20′ 28″ N, 3° 09′ 55″ E | Lewarde             | 19                               |                                      |
|  |   | o |   |  | Cité du Castel                | 50° 20′ 24″ N, 3° 10′ 33″ E | Lewarde             |                                  |                                      |
|  |   | o |   |  | Blanc Cul                     | 50° 20′ 20″ N, 3° 11′ 09″ E | Masny               |                                  |                                      |
|  |   | o |   |  | Champ Fleuri                  | 50° 20′ 17″ N, 3° 11′ 33″ E | Masny               |                                  |                                      |
|  |   | o |   |  | Commerces                     | 50° 20′ 13″ N, 3° 12′ 07″ E | Masny               | 20                               |                                      |
|  |   | o |   |  | Vuillemin                     | 50° 20′ 08″ N, 3° 12′ 45″ E | Écaillon            |                                  |                                      |
|  |   | o |   |  | Les Poètes                    | 50° 20′ 04″ N, 3° 13′ 19″ E | Auberchicourt       |                                  |                                      |
|  |   | o |   |  | Centre-Ville                  | 50° 20′ 01″ N, 3° 13′ 53″ E | Auberchicourt       |                                  |                                      |
|  |   | o |   |  | Sainte-Marie                  | 50° 20′ 01″ N, 3° 14′ 12″ E | Auberchicourt       |                                  |                                      |
|  |   | o |   |  | Delforge                      | 50° 20′ 02″ N, 3° 14′ 37″ E | Aniche              | 18 19                            | 811 851                              |
|  |   | o |   |  | Pyramide                      | 50° 20′ 03″ N, 3° 14′ 52″ E | Aniche              |                                  |                                      |
|  |   | o |   |  | Aniche – Église               | 50° 19′ 52″ N, 3° 15′ 02″ E | Aniche              | 106 112                          |                                      |
|  |   | o |   |  | Norbert Ségard                | 50° 19′ 43″ N, 3° 15′ 09″ E | Aniche              |                                  |                                      |
|  |   | o |   |  | Nation                        | 50° 19′ 38″ N, 3° 15′ 29″ E | Aniche              |                                  |                                      |
|  |   | ■ |   |  | Azincourt                     | 50° 19′ 32″ N, 3° 15′ 53″ E | Aniche-Émerchicourt |                                  | 851                                  |

## Matériel roulant

### APTS Philéas
Le Syndicat mixte des transports du Douaisis (SMTD), maître d'ouvrage du projet, a fait le choix d'un matériel roulant économique : il s'agit du Phileas, fabriqué par la société néerlandaise APTS, qui circule déjà à Eindhoven (Pays-Bas).
Le Phileas est proposé en trois versions, de longueur et de capacité différentes. À Douai, pour la ligne A, dix rames de dix-huit mètres et deux rames de 24,50 mètres ont été commandées. Elles sont toutes accessibles aux personnes à mobilité réduite grâce au plancher bas intégral et aux stations ajustées à leur hauteur, mais aussi aux personnes dont la vue est déficiente.
Le Phileas circulait sur un site propre en béton dans laquelle sont implantés, tous les quatre mètres, des plots magnétiques protégés par de la résine qui sont « lus » par le véhicule au moyen d'un système informatique embarqué. Cela permet au véhicule de conserver une trajectoire optimale et autorise un accostage précis en station. Ce système, bien que fonctionnel, n'a finalement jamais été homologué.
Le véhicule est propulsé par un moteur hybride Diesel-électrique. Le véhicule étant évolutif, il était prévu d'utiliser à terme une traction par moteur à hydrogène.
Le réseau prévoyait à l'origine un budget de 8 millions d'euros pour l'achat de 6 Phileas biarticulés, ce budget a finalement servi à acheter les 16 BHNS pour 7 millions d'euros et 1 million a été consacré en outre à l'achat de 4 autobus standard du même constructeur.

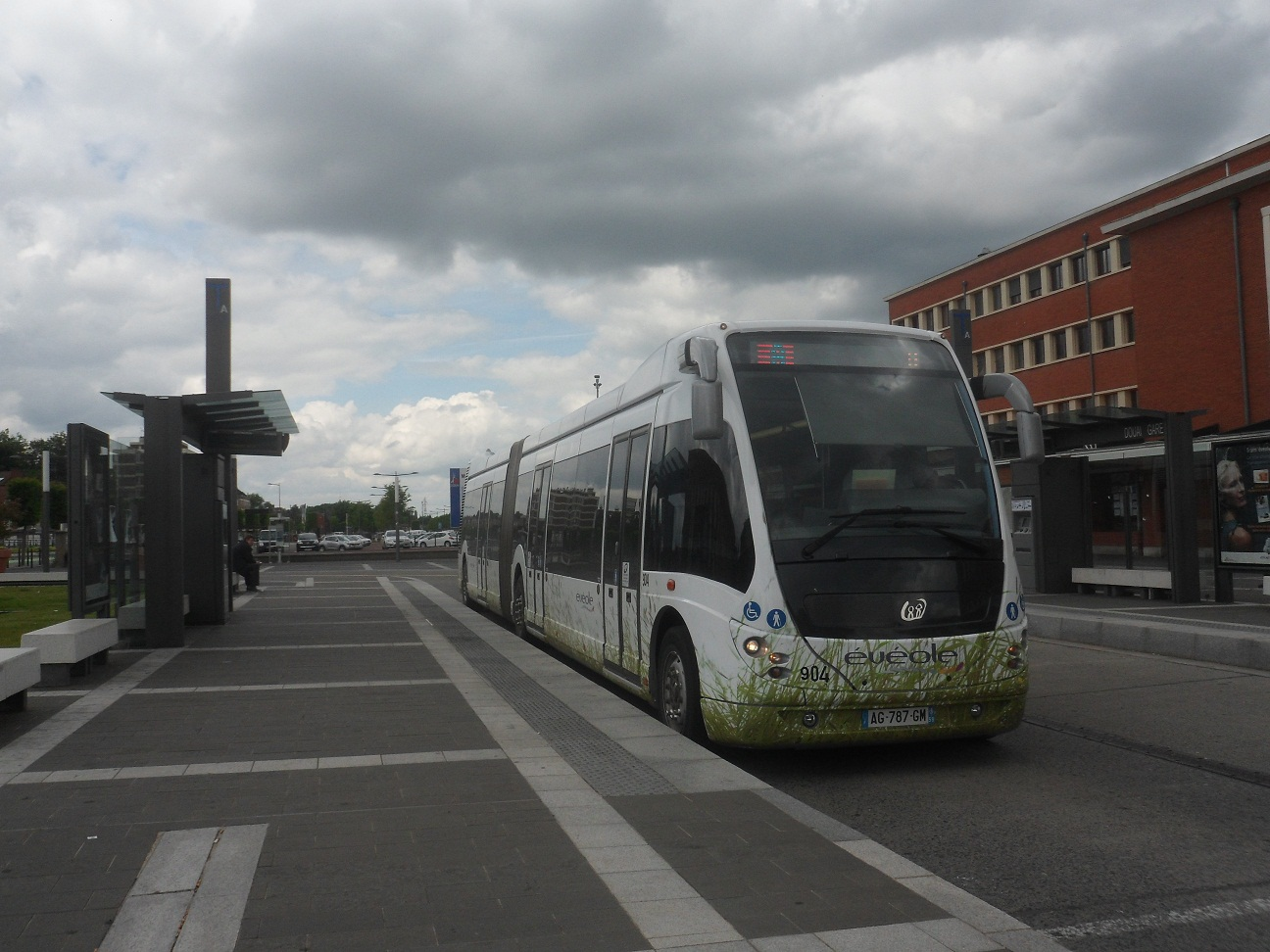
Le Phileas à la gare de Douai.
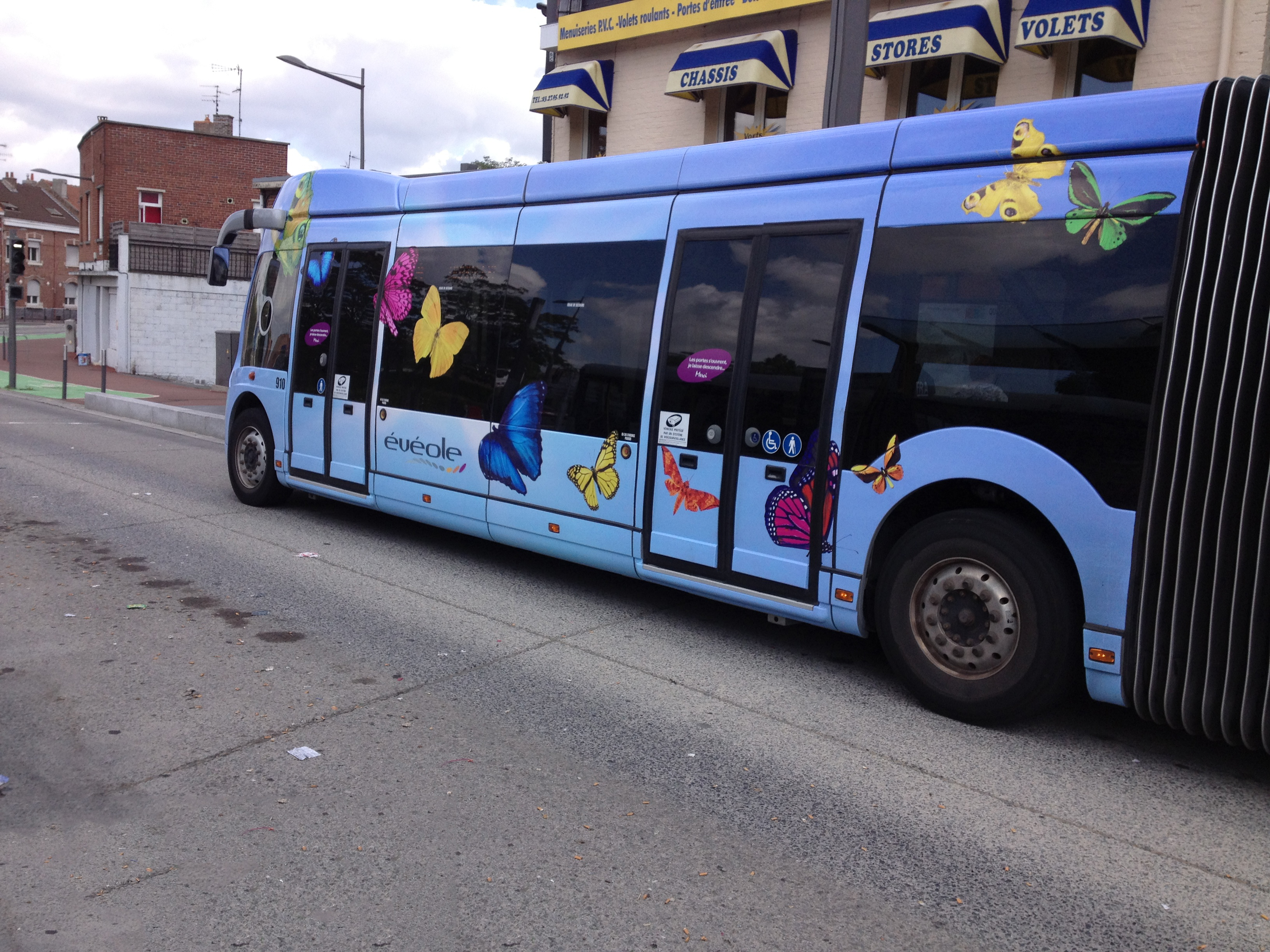
Nouvelle livrée d'Évéole mise en place à la rentrée 2012.

### Citaro G C2 BHNS

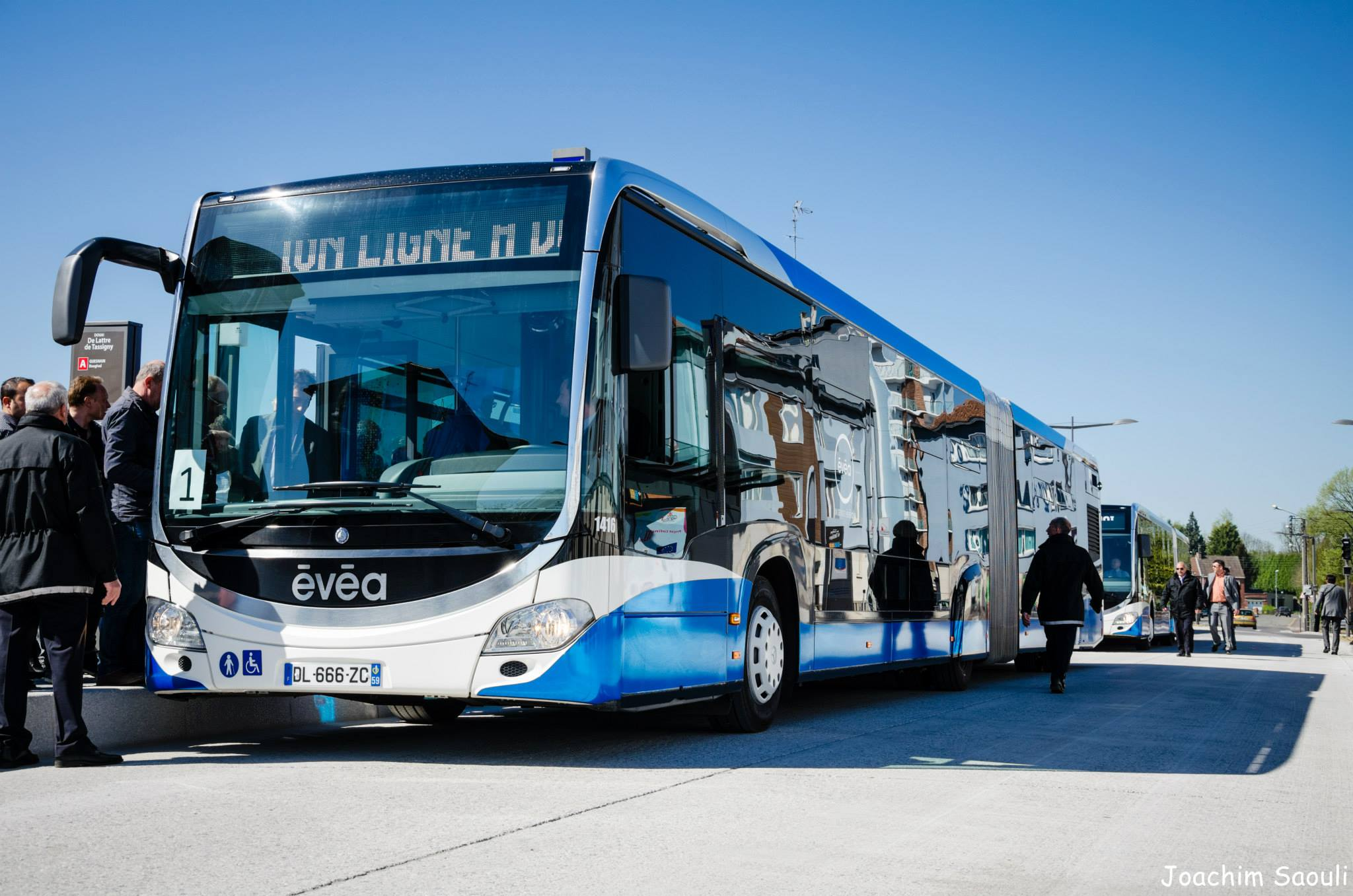
Le nouveau matériel Mercedes-Benz.

Fin 2013, le réseau annonce la commande d'autobus classiques parmi quatre constructeurs : Iveco Bus, Heuliez, MAN et Mercedes-Benz afin de remplacer et de retirer du service le Phileas dès fin 2014. C'est finalement Mercedes-Benz qui est choisi avec son Citaro G C2 BHNS. La commande passée sur la Centrale d'Achat du Transport Public porte sur 16 autobus articulés diesel pour un montant total de 7 millions d'euros soit 437 500 € pièce. Les autobus sont présentés au public le vendredi 12 décembre 2014 à Gayant-expo, le lendemain le réseau est gratuit pour marquer l'entrée en service des nouveaux bus qui remplacent définitivement les Phileas.
Longs de 18 mètres, les véhicules disposent de 4 portes, 1 double porte louvoyante intérieure à l'avant et 3 doubles portes louvoyantes coulissantes extérieures. Offrant 110 places au total dont 31 places assises et 4 strapontins, les véhicules sont équipés de 2 espaces dédiés pour les personnes à mobilité réduite (PMR) situés entre les 2 portes avant ainsi que d'une palette manuelle de secours, les quais étant prévus pour permettre l'accessibilité de plain-pied.
Les véhicules sont en outre équipés de deux écrans pour l'information des voyageurs de type Navibus Double Face conçu par la société Moviken-SLE permettant de localiser en temps réel le bus sur son parcours ainsi que de la climatisation.
Ayant été acheté via la Centrale d'Achat du Transport Public, les autobus possèdent des équipements de série (climatisation, écrans d'information voyageurs, sièges, barres de maintien), seules la livrée et les couleurs intérieures ont été personnalisées pour Douai par l'agence lilloise Tigre Blanc Design dans la continuité de la nouvelle identité visuelle du SMTD.

### Tableau
| Illustration | Modèle                         | Nombre | Numéros          | Mise en service  | Retrait de service |
| ------------ | ------------------------------ | ------ | ---------------- | ---------------- | ------------------ |
|              | APTS Phileas 18                | 9      | 901 et 903 à 910 | 8 février 2010   | décembre 2014      |
|              | APTS Phileas 24                | 1      | 902              | 8 février 2010   | décembre 2014      |
|              | Mercedes-Benz Citaro G C2 BHNS | 16     | 1401 à 1416      | 13 décembre 2014 | En service         |

## Projets de développement
Au cours du mois de juin 2015, le SMTD a désigné un bureau pour lancer l'étude sur la ligne B. Christian Hatu président du SMTD a déclaré son souhait de voir la ligne desservir le nouveau centre aquatique Sourcéane à Sin-le-Noble ainsi que les quartiers du Raquet et des Épis.
La ligne B remplacera en grande partie l'actuelle ligne 2 et reliera la Gare de Leforest au Centre hospitalier de Dechy les travaux ont commencé et se termineront en 2025.

## Critiques autour du projet initial
Le chantier du tramway associé à la nouvelle politique de circulation automobile limitant les accès a provoqué une polémique. Le mécontentement touche commerçants,,, automobilistes, cyclistes et riverains. Comme pour la plupart des grands travaux, avec peu de recul, le réaménagement de Douai aurait également un impact négatif sur les commerces de la ville.
Les nombreuses études et les travaux de recherche menés autour des projets de transports collectifs en site propre en France montrent cependant que ces projets sont des accélérateurs de tendance qui peuvent tout autant participer positivement que négativement aux évolutions en fonction des caractéristiques de l'espace qu'ils traversent et les travaux menés à Lille autour des effets de la ligne 1 du métro ou encore à Lyon autour de la ligne A. Des études plus détaillées menées autour des lignes de tramway T1 et T2 à Lyon par l'Agence d'urbanisme pour le développement de l'agglomération lyonnaise ont confirmé l'amplification de tendances existantes (mutations accélérées et regroupement des commerces autour des stations). L'impact spécifique du projet de Douai pourra être mesuré dans quelques années.